# Якоб фон Цвайбрюкен-Бич
Якоб фон Цвайбрюкен-Бич-Лихтенберг (на немски: Jakob von Zweibrücken-Bitsch-Lichtenberg; * 19 юли 1510; † 22 март 1570 в Щюрцелброн, Лотарингия) е граф на Цвайбрюкен-Бич и господар Лихтенберг.

## Произход
Той е третият син на Райнхард фон Цвайбрюкен († 1532), граф на Цвайбрюкен-Бич-Лихтенберг, и съпругата му вилд- и Райнграфиня Анна фон Даун-Салм-Кирбург († 1541), дъщеря на вилд- и Райнграф Йохан VI фон Даун и Кирбург (1470 – 1499) и Йохана фон Салм-Морс-Саарверден († 1513).
Брат е на граф Симон VIII Векер (1505 – 1540), Вилхелм (* 1507), каноник в Страсбург, Елизабет фон Цвайбрюкен (1504 – 1575), омъжена 1523 г. за Йохан Лудвиг I фон Зулц, ландграф в Клетгау, господар на Вадуц († 1544/1547), и на Йоана фон Цвайбрюкен (* 1517), омъжена 1532 г. за граф Конрад IV фон Тюбинген-Лихтенек († 1569).
Якоб умира на 24 март 1570 г. на 59 години в Щюрцелброн, Мозел, Лотарингия, Франция и е погребан там. Той е последният мъжки представител от рода Цвайбрюкен.

## Фамилия
Якоб се жени на 13 април 1536 г. за графиня Катарина фон Хонщайн-Клетенберг (* ок. 1520; † 11 ноември 1570), дъщеря на граф Ернст V фон Хонщайн-Клетенберг (1530 – 1552) и графиня Анна фон Бентхайм († 1559). Те имат две деца:

- Йохан Фридрих фон Цвайбрюкен-Лихтенберг (1537 – 1538)
- Лудовика Маргарета фон Цвайбрюкен-Бич (1540 – 1569), наследничка на част от Лихтенберг и Оксенщайн, омъжена на 14 октомври 1560 г. в Бич за граф Филип V фон Ханау-Лихтенберг (1541 – 1599)

Якоб има и две дъщери:
- Барбара фон Цвайбрюкен († сл. 1542)
- Анна фон Цвайбрюкен, омъжена I. за Христоф Зегер († 1573/1574), II. на 14 октомври 1560 в Бич за Вилхелм Хербен